# Пиер Луиджи Фарнезе Стари
Вижте пояснителната страница за други личности с името Пиер Луиджи Фарнезе.
Пиер Луиджи Фарнезе Стари (на италиански: Pier Luigi Farnese Seniore; * 1435, † 1487) е италиански кондотиер от рода Фарнезе, господар на Каподимонте, Музиняно, Валентано, Пиансано, Градоли, Канино и Абатство Понте – папски викариат на Канино.

## Произход
Той е син на Ранучо Фарнезе Стари (* ок. 1390; † 1450), кондотиер, господар на Монталто, Латера, Фарнезе, Иския, Валентано и Челере, сенатор на Рим от април 1419 г., господар на Пиансано от 1422 г. и капитан на Папската армия, основоположник на богатството на рода Фарнезе, и съпругата му Аниезе Моналдески дела Червара. Има четирима братя и осем сестри:
- Габриеле Франческо (* ок. 1421, † 1475), предопределен да продължи военната слава на рода, чиято линия изчезва в третото поколение, съпруг на Изабела Орсини от Питиляно;
- Анджело, капитан на папската армия;
- Пиетро, капитан на армията на Комуна Орвието;
- Катерина († в ранна детска възраст);
- Виоланта († в ранна детска възраст);
- Аниезе, съпруга на Паоло Савели, владетел на Риняно;
- Лукреция ( * 1430, † 1487 ), съпруга на Франческо дел'Ангуилра, граф на Ангуилара Сабация, господар на Ветрала, Джове и Виано;
- Еуджения, съпруга на Стефанело Колона, владетел на Палестрина, Кастелнуово, Сан Чезарео и Дженацано;
- Пантазилея, съпруга на Костантино ди Руджеро Кане Раниери, патриций на Перуджа;
- Франческа, съпруга на Джентиле Моналдески дела Червара, граф на Кастильоне, патриций на Орвието;
- Джулия († 1511), монахиня в Третия францискански орден.

## Биография
От политическата партия на гвелфите през 1461 г. той осуетява опита на кондотиера Джентиле дела Сала, приятел на Моналдески, да свали господството на Орвието.

## Брак и потомство
∞ за Джована Каетани, дъщеря на Онорато Каетани, херцог на Сермонета, от която има двама сина и три дъщери:
- Анджело Фарнезе (* 1465, † 1494), кондотиер на Папската държава, ∞ за Лела Орсини, дъщеря на кондотиера Николо Орсини
- Джеролама Фарнезе (* 1466, † 1505), ∞ 1. за Пучо Пучи, 2. за Джулиано дел'Ангуилара;
- Александро Фарнезе (* 29 февруари 1468, Канино; † 1о ноември 1549, Рим), бъдещ папа Павел III; има трима извънбрачни сина и една извънбрачна дъщеря;
- Беатриче Фарнезе (* 1469, † 1507), монахиня;
- Джулия Фарнезе (* 1475, Kанино; † 23 март 1524, Рим), метреса на папа Александър VI; ∞ за Орсино Орсини Мильорати (* 1473, † 31 юли 1500, Басанело), кмет на Карбоняно, от когото има една дъщеря (чийто възможен баща е папа Александър VI)